# George Ducker
George Ducker (* 27. September 1871 in Ontario; † 26. September 1952 in Galt, Ontario) war ein kanadischer Fußballspieler.

## Karriere
George Ducker nahm mit dem Galt FC an den Olympischen Sommerspielen 1904 in St. Louis teil. Neben dem Galt FC nahmen noch mit dem Christian Brothers’ College und der St. Rose School of St. Louis zwei weitere Mannschaften am Turnier teil. Die Mannschaft des Galt FC besiegte beide  US-amerikanischen Mannschaften und wurde somit erster Olympiasieger. Ducker kam in beiden Spielen zum Einsatz.